# Li Xuemei
Li Xuemei (* 16. November 1988) ist eine ehemalige chinesische Bahnradsportlerin, die auf Kurzzeitdisziplinen spezialisiert ist.
2012 wurde Li Xuemei Asienmeisterin im Teamsprint, gemeinsam mit Shi Jingjing.  2013 konnten sie und Shi ihren Titel verteidigen. 2015 errang sie bei den kontinentalen Meisterschaft gemeinsam mit Shi Bronze im Teamsprint. 2017 wurde sie Dritte im 500-Meter-Zeitfahren.

## Erfolge
2012
- Asienmeisterin – Teamsprint (mit Shi Jingjing)

2013
- Asienmeisterin – Teamsprint (mit Shi Jingjing)
- Asienmeisterschaft – Sprint

2015
- Asienmeisterschaft – Teamsprint (mit Shi Jingjing)

2017
- Asienmeisterschaft – 500-Meter-Zeitfahren